# The Dream Weavers
The Dream Weavers waren ein US-amerikanisches Popmusik-Duo, das in den 1950ern populär war.
Gene Adkinson und Wade Buff gingen auf verschiedene Highschools, waren aber beide Mitglied im „The Greater Miami Boys‘ Drum and Bugle Corps“, einem 100-köpfigen Corps. Sie wurden Freunde und komponierten noch zu Schulzeiten einige gemeinsame Lieder. 
Dann studierten sie gemeinsam an der Universität von Florida in Gainesville, wo sie einen Talentwettbewerb von 5.000 Studenten gewannen. Als Folge davon durften sie 1955 zwei Mal wöchentlich auf dem universitätseigenen Radiosender „WURF“ die halbstündige Sendung „Starlight Serenade with Gene and Wade“ mit dem Pianisten Lee Turner und dem Bassisten Eddie Newsom bestreiten. Die Show endete jeweils um 10:30 Uhr, und zum Abschluss durften Gene und Wade jeweils den Song „It’s Almost Tomorrow“ spielen. Die Musik dazu hatte Gene Adkinson komponiert, Wade Buff steuerte den Text bei. 
Der Moderator der Show, Chuck Murdock, startete einen Wettbewerb, um einen passenden Gruppennamen für die beiden zu finden. Der Sieger dieses Wettbewerbs argumentierte, „... dass diejenigen, die das Lied geschrieben haben, Erschaffer („Weber“) von Träumen sind.“ – der Bandname The Dream Weavers war gefunden.
„It’s Almost Tomorrow“ wurde in Jacksonville als Single aufgenommen. Anschließend lief der Song ständig im lokalen Radio von Miami. Das veranlasste wiederum die Schallplattenfirma Decca Records zu einer qualitativ verbesserten Neuaufnahme des Stückes. Diese Fassung erreichte 1956 die Top 10 der USA und sogar Platz 1 der britischen Hitparade. Wade Buff fungierte bei der Aufnahme als Leadsänger, und die dritte Stimme wurde von abwechselnden weiblichen Interpretinnen gesungen (Sally Sanborn, Mary Carr, Mary Rude u. a.)
Die Dream Weavers veröffentlichten 1955 und 1956 ein halbes Dutzend Singles, darunter „You’re Mine“, „Into the Night“, „A Little Love Can Go a Long Way“ und „Give Us This Day“, und zählten zu Deccas Top-Künstlern. Sie waren auch Stammgast u. a. in der Ed Sullivan Show oder bei Perry Comos regelmäßiger Fernsehshow.
Im März 1956 heiratete Buff Mary Rude. Nach ihren Flitterwochen wollten sie eigentlich die Gruppe für eine Tournee zusammenstellen, entschieden aber dann, dass so eine lange Tournee und das Leben auf der Straße nicht so gut für das Eheleben wären. Wade Buff räumte seinen Platz bei den Dream Weavers für Lee Raymond. Dann jedoch wurde Gene Adkinson zur Armee eingezogen, und die Gruppe beendete ihre Existenz.
Der Song „It‘s Almost Tomorrow“ wurde in einer Umfrage des amerikanischen Musikmagazins Billboard „Billboard’s Hottest Hot 100 Hits“ („Die 3000 größten Hit-Singles von 1955 bis heute“) gleich siebenmal notiert, u. a. auf Platz 87 der Gesamt-Liste, auf Platz 46 der „Top 100 der 1950er“, Platz 17 der „Top 100 des Jahres 1956“, Platz 5 in „Decca’s Top 50“ und Platz 13 der „Debüt-Singles, die die Top 100 erreichten“.